# Ouhans
Ouhans är en kommun i departementet Doubs i regionen Bourgogne-Franche-Comté i östra Frankrike. Kommunen ligger i kantonen Montbenoît som tillhör arrondissementet Pontarlier. År 2022 hade Ouhans 393 invånare.

## Befolkningsutveckling
Antalet invånare i kommunen Ouhans
Referens:INSEE
|  |